# Монига-дель-Гарда

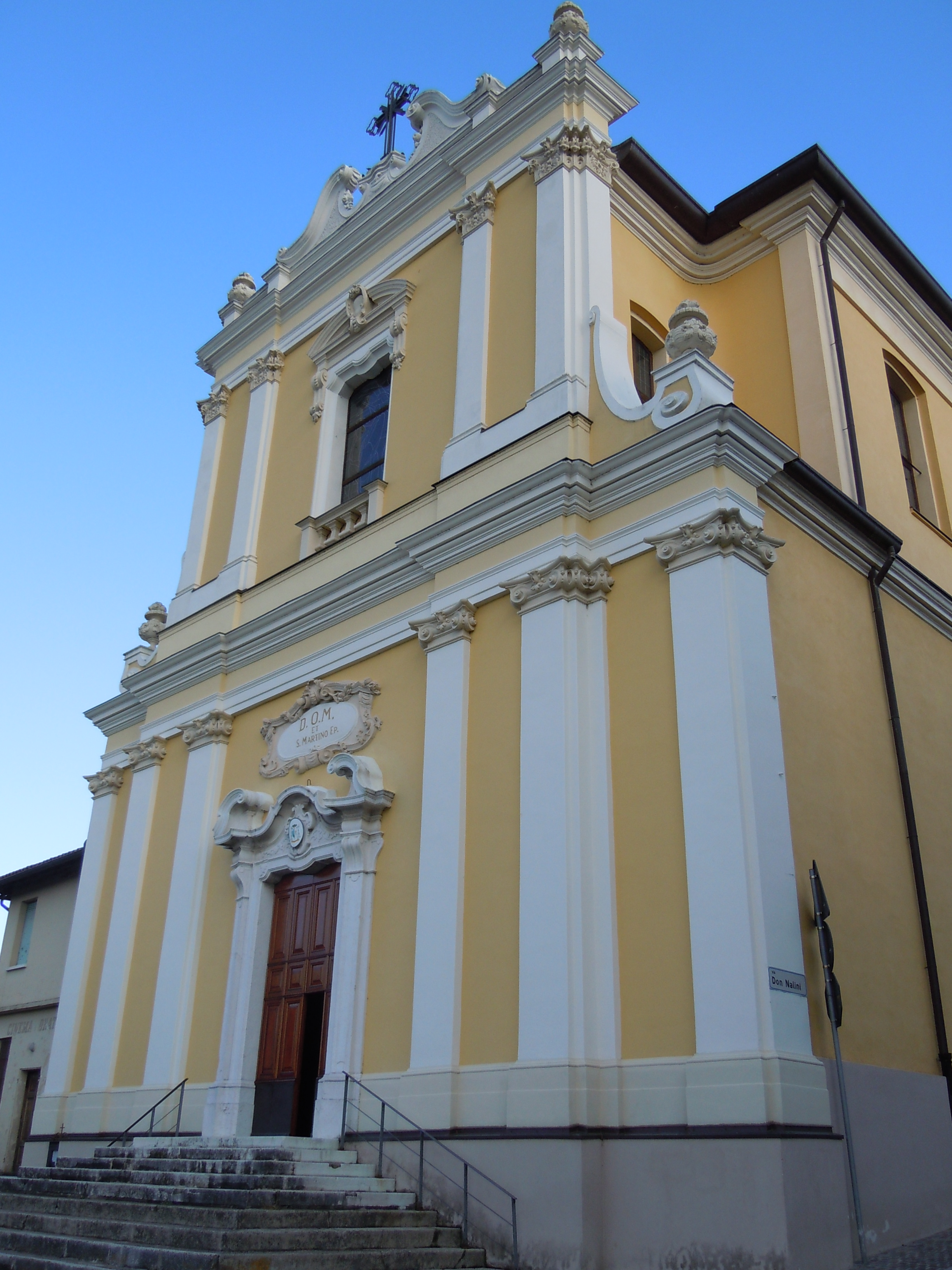
Приходской храм святителя Мартина

Монига-дель-Гарда (итал. Moniga del Garda) — коммуна в Италии, в провинции Брешиа области Ломбардия.
Население составляет 1701 человек, плотность населения составляет 189 чел./км². Занимает площадь 9 км². Почтовый индекс — 25080. Телефонный код — 0365.
Покровителем коммуны почитается святитель Мартин Турский, празднование 11 ноября.